# La Goteta

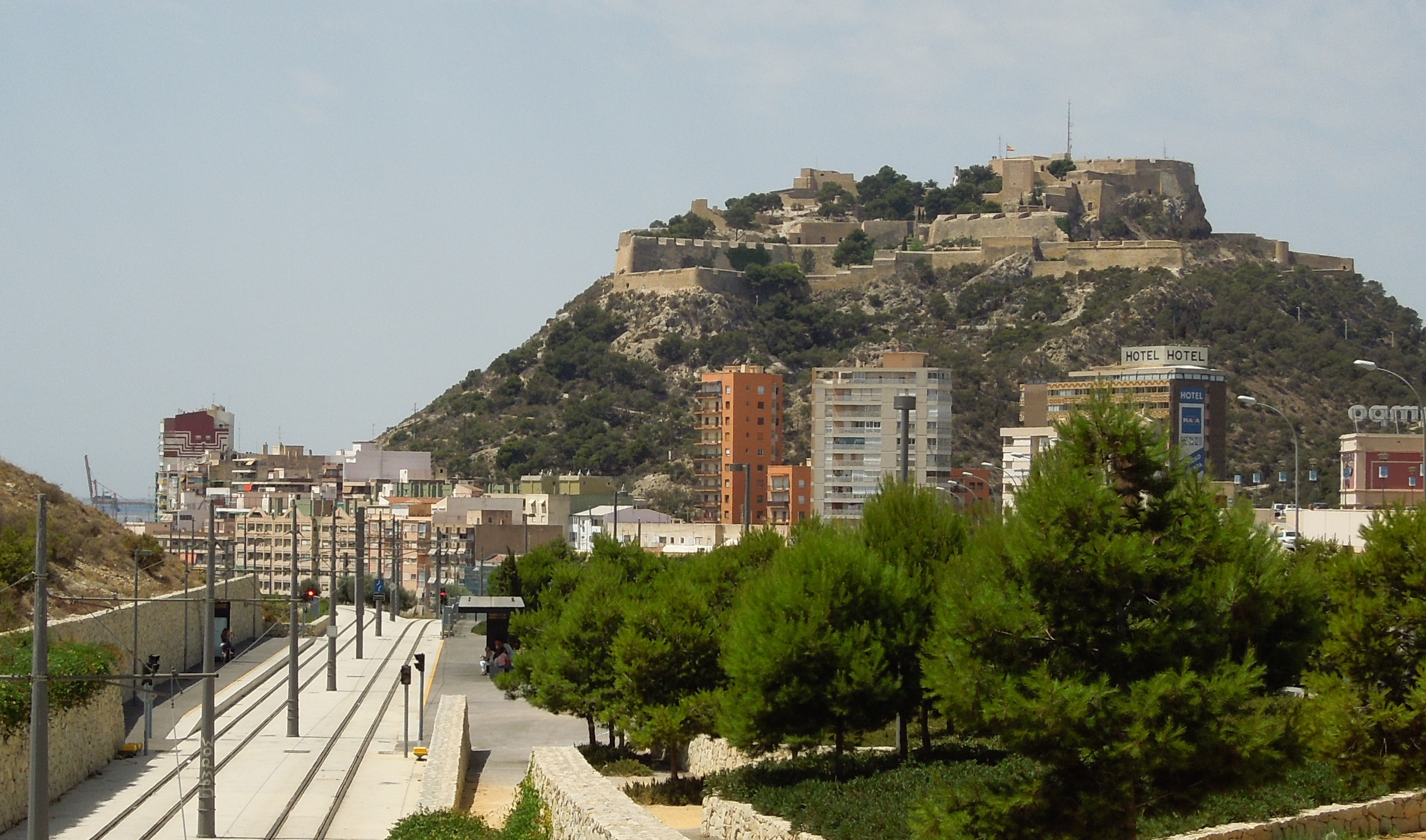
Vistes del castell de la Santa Bàrbara des de la Goteta

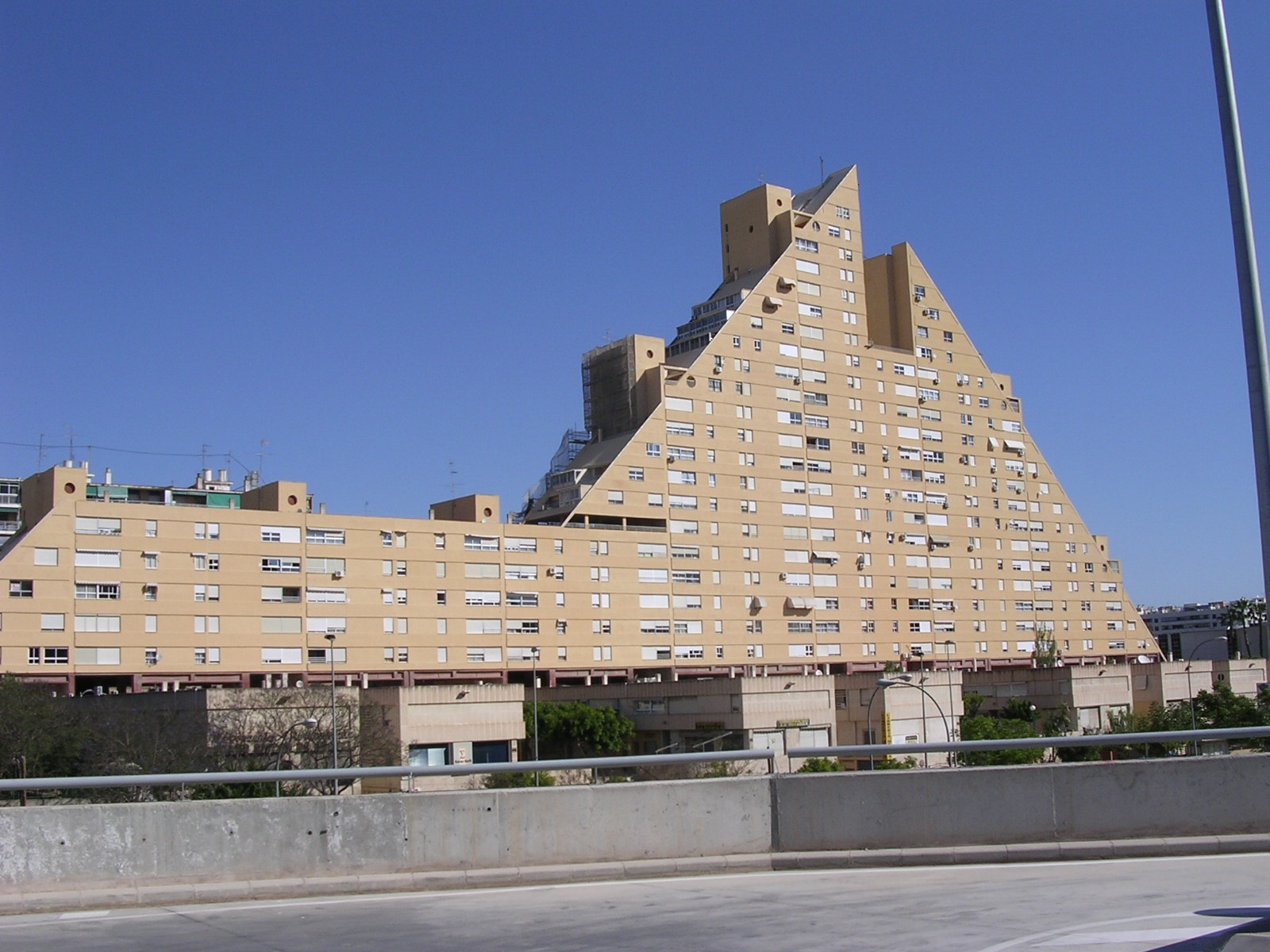
Edifici Montreal, popularment conegut com La Piràmide

Es coneix com la Goteta a la zona de la ciutat valenciana d'Alacant situada entre la cara nord-oest de la Serra Grossa i l'avinguda de Dénia. Encara que popularment se la sol denominar com a barri, la Goteta no ho és de forma oficial, doncs forma part dels barris de Bonavista de la Creu i del Pla del Bon Repòs. No obstant això, la Goteta es troba incorporada al Districte 1 d'Alacant de manera independent als barris en els quals s'estén.
El barri deu el seu nom a l'aigua subterrània que proveïa en el passat a unes casetes de la zona, la qual brollava de la serra gota a gota. Els habitatges (de protecció oficial) que existeixen en l'actualitat en aquesta zona van ser construïts en 1968, quan només existia el camp dels Ametllers, el col·legi Calasancio i una ceràmica abandonada. Durant dècades va ser un barri dormitori, més aviat tranquil (amb algun problema de drogues que va acabar sent controlat) i una miqueta abandonat per l'administració. Al maig de 2003 es va obrir el centre comercial Plaza Mar 2, que va revitalitzar la zona.
Amb la inauguració al setembre de 2013 de la línia 2 del TRAM Metropolità d'Alacant, el barri disposa d'una parada del tramvia (la parada de la Goteta-Plaza Mar 2). Popularment, la Goteta s'estén una mica més enllà de l'avinguda de Dénia, ja al Pla del Bon Repòs, i abasta els característics edificis de la Piràmide (oficialment Edifici Montreal), i Excelsior II.